# Шеньян
Шеньян (колишня назва Мукден, кит.: 沈阳, піньїнь: Shěnyáng) — місто на північному сході Китаю, на річці Хуньхе, столиця провінції Ляонін та місце розташування однойменного університету. Четверте найбільше місто Китаю і його головний промисловий центр. Займає важливе військово-стратегічне положення (шеньянський військовий округ є третім за військовим потенціалом в КНР).

## Клімат
Місто знаходиться у зоні, котра характеризується вологим континентальним кліматом зі спекотним літом. Найтепліший місяць — липень із середньою температурою 25 °C (77 °F). Найхолодніший місяць — січень, із середньою температурою -10.6 °С (13 °F).
| Клімат Шеньяна          | Клімат Шеньяна | Клімат Шеньяна | Клімат Шеньяна | Клімат Шеньяна | Клімат Шеньяна | Клімат Шеньяна | Клімат Шеньяна | Клімат Шеньяна | Клімат Шеньяна | Клімат Шеньяна | Клімат Шеньяна | Клімат Шеньяна | Клімат Шеньяна |
| Показник                | Січ.           | Лют.           | Бер.           | Квіт.          | Трав.          | Черв.          | Лип.           | Серп.          | Вер.           | Жовт.          | Лист.          | Груд.          | Рік            |
| Абсолютний максимум, °C | 7              | 13             | 18             | 27             | 33             | 32             | 37             | 37             | 31             | 29             | 20             | 13             | 37             |
| Середній максимум, °C   | −5             | −2             | 6              | 15             | 22             | 26             | 28             | 27             | 23             | 15             | 5              | −2             | 13             |
| Середня температура, °C | −10            | −6             | 1              | 10             | 17             | 22             | 25             | 23             | 17             | 10             | 0              | −7             | 8              |
| Середній мінімум, °C    | −15            | −11            | −3             | 5              | 11             | 17             | 21             | 19             | 12             | 5              | −3             | −11            | 3              |
| Абсолютний мінімум, °C  | −28            | −25            | −16            | −6             | 2              | 7              | 15             | 10             | 1              | −7             | 0              | −27            | −28            |
| Норма опадів, мм        | 0              | 0              | 10             | 30             | 60             | 90             | 180            | 160            | 70             | 40             | 20             | 10             | 710            |
| ----------------------- | -------------- | -------------- | -------------- | -------------- | -------------- | -------------- | -------------- | -------------- | -------------- | -------------- | -------------- | -------------- | -------------- |
| Джерело: Weatherbase    |                |                |                |                |                |                |                |                |                |                |                |                |                |

## Назва
Назва міста Шеньян дослівно означає місто на північ від річки Шень і походить від річки Хунь у його південній частині, яка раніше називалася Шень.

## Історія

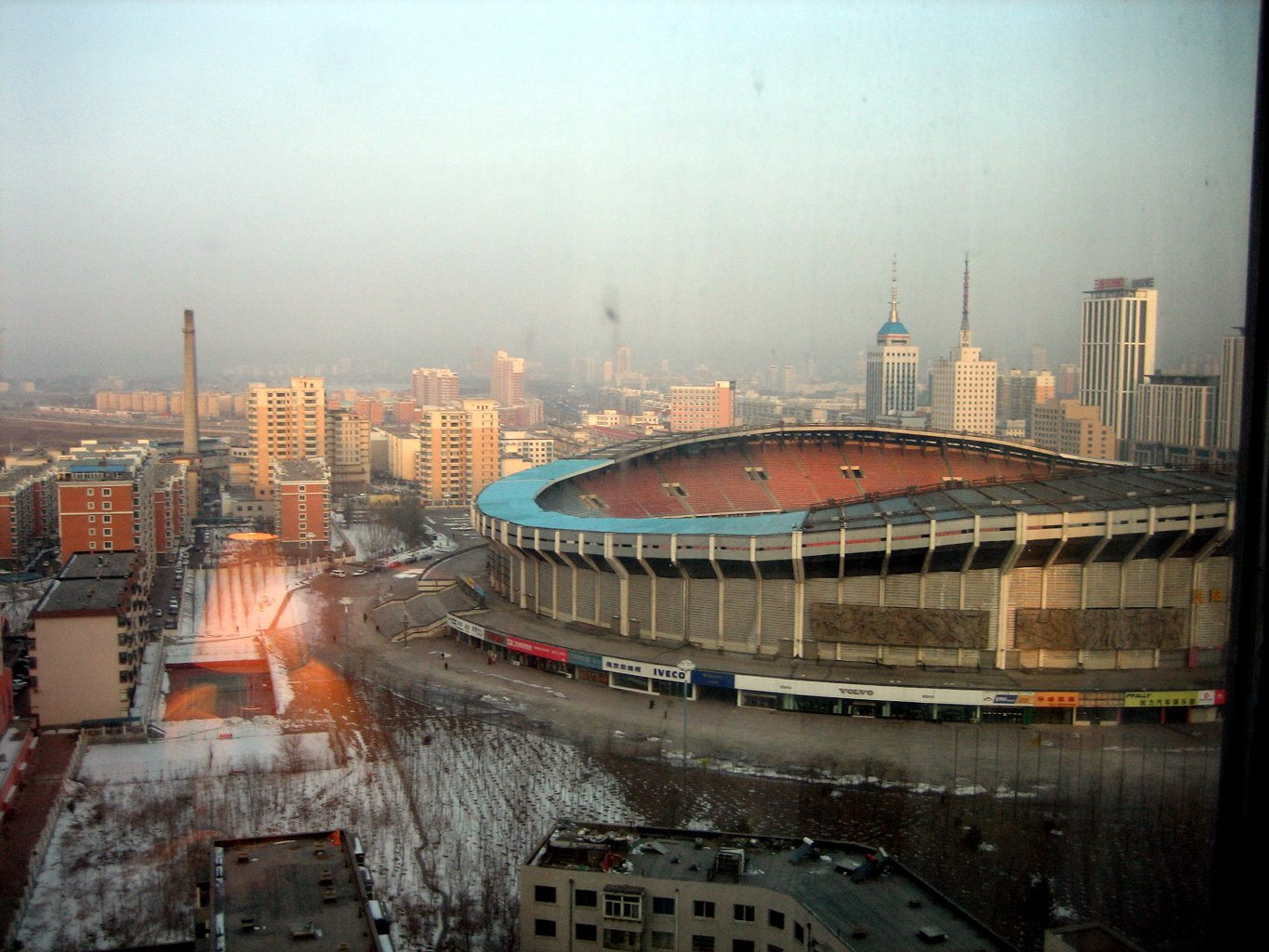
Футбольний стадіон в м. Шеньян

Місто Шеньян під назвою Хоучен відоме з 2 століття до н. е. Серед історичних пам'яток міста розміщених в його старій частині — імператорський палац, відомий як Шеньянський Гугун (кит. трад. 瀋陽故宮, спрощ. 沈阳故宫, піньїнь Shěnyáng gùgōng), який служив маньчжурським імператорам в перші роки правління династії Цін. В околицях міста ряд відомих історично-архітектурних і культурних пам'яток — палаців і храмів IX—XIV ст.

### Знаменні події
- Так званий Мукденський інцидент (чи випадок у Мукдені) 1931 року, вибух на південній маньчжурській залізниці контрольованій японцями, був причиною японської окупації Маньчжурії (див. Маньчжурська держава).
- В околицях міста в 1905 відбулася Мукденська битва — вирішальна сухопутна битва Російсько-японської війни.
- Мукденський конгрес (I Далекосхідний з'їзд тюрко-татар) — політична конференція представників татарської іміграції Далекого Сходу (Китаю, Кореї, Японії, Маньчжоу-Го) проходив з 4 по 14 лютого 1935 за підтримки української діаспори.

## Населення
У 1957 році населення становило 2 міл. 411 тис. жителів. У 2003 році воно зросло до 4 мільйонів 959 тисяч мешканців.

## Транспорт
У 2010 році в місті відкрився метрополітен. Станом на літо 2020 року Шеньян обслуговує 4 повністю підземні лінії загальною довжиною приблизно 116 км.

## Народилися
- Гун Лі (* 1965) — китайська акторка.

## Міста-побратими
- Саппоро, Японія (1980)
- Кавасакі, Японія (1981)
- Турин, Італія (1985)
- Чикаго, Іллінойс, США (1985)[9]
- Іркутськ, Росія (1992)
- Монтеррей, Мексика (1993)
- Рамат-Ган, Ізраїль (1993)
- Кесон-Сіті, Філіппіни (1993)
- Куми, Південна Корея
- Соннам, Південна Корея (1998)
- Яунде, Камерун (1998)
- Дюссельдорф, Німеччина
- Леверкузен, Німеччина
- Салоніки, Греція
- Катовиці, Польща (2007)
- Уфа, Росія (2011)
- Гуанчжоу, Китай
- Сяминь, Китай
- Цзілінь, Китай
- Новосибірськ, Росія (2013)[10]